# Мохо

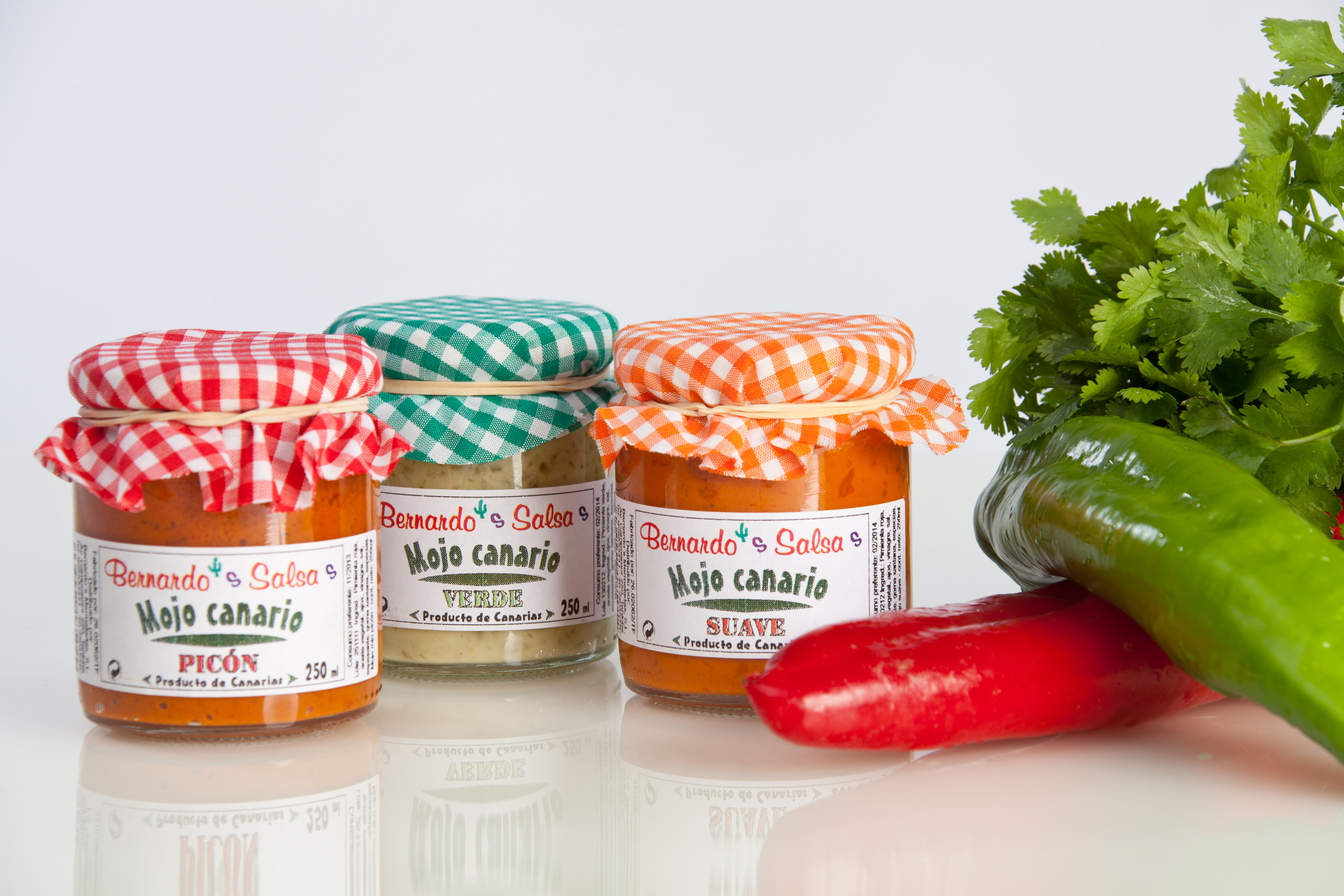
Канарський мохо.

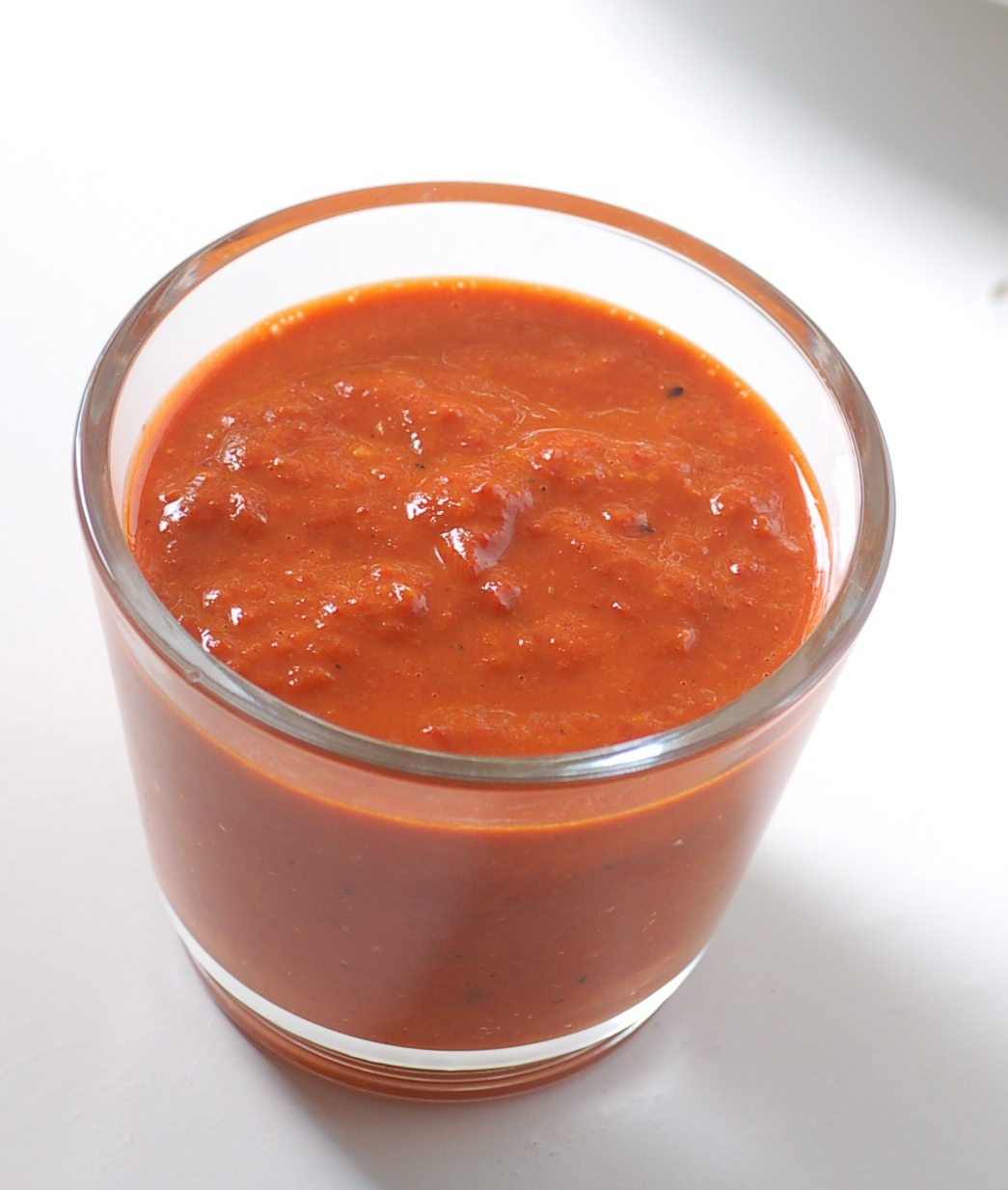
Червоний мохо.

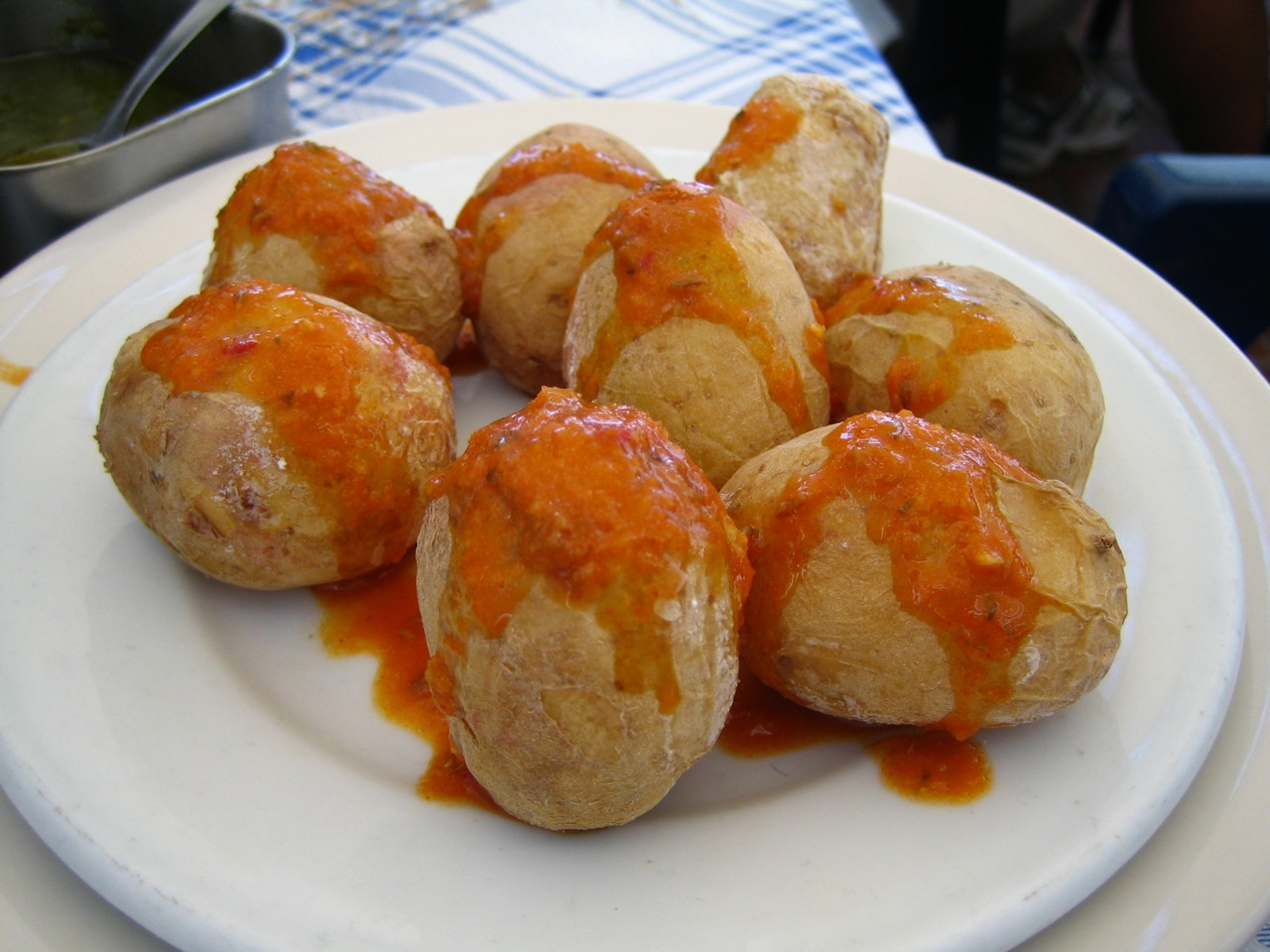
Червоний мохо на канарській зморшкуватій картоплі або папас арруґадас (papas arrugadas, традиційна страва канарською кухні).

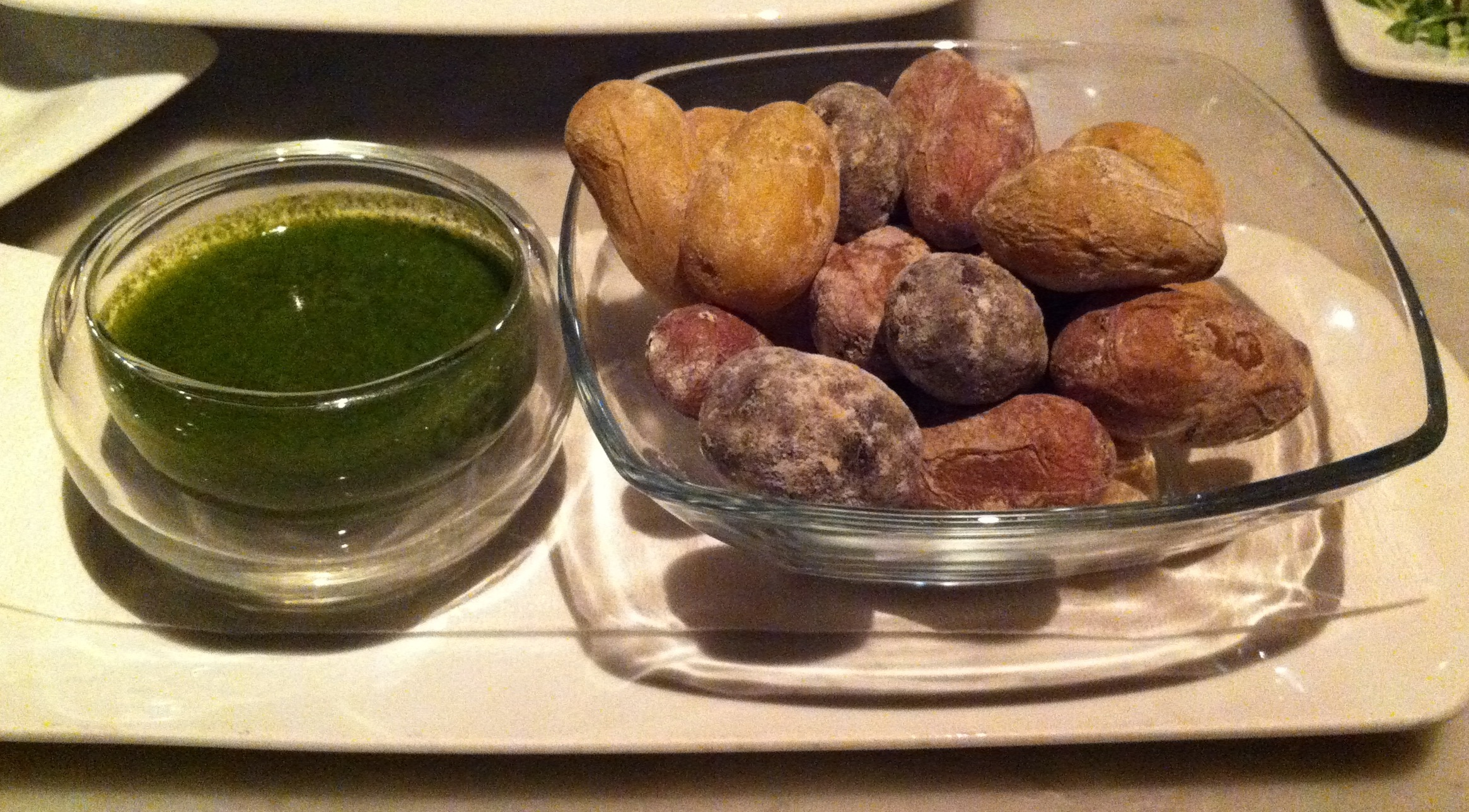
Зелений мохо з папас арруґадас.

Мохо (ісп. mojo, від порт. molho, що означає «соус») — назва, або скорочена назва, декількох видів соусів різної пікантності, що складаються переважно з оливкової олії, місцевих сортів перцю (на Канарських островах — пімієнта (ісп. pimienta)), часнику, паприки (в Іспанії ісп. pimentón), кмину або коріандру та інших спецій. Мохо виник на Канарських островах, де основними різновидами є червоний мохо (ісп. mojo rojo) та зелений мохо (ісп. mojo verde). В інших країнах існують рецепти, подібні до мохо, які використовуєть такі кислі інгредієнти, як оцет, лимон, апельсин або сік лайма.

## Приготування
Для приготування червоного мохо необхідно висушити перець. Після сушки, перець можна зберігати довгий час перед приготуванням. Перед тим, як робити мохо, перець замочують у воді, щоб він зменшити пікантність. Потім більшість зерен та волокон видаляються, щоб зробити мохо в міру пікантним. У випадку зеленого мохо, пікантність регулюється кількістю часнику, а також може бути посилена додаванням меленого насіння коріандру.

## Канарський мохо

### Червоний мохо
Або ж мохо пікон (ісп. mojo picón), він виготовляється з олії, оцту, та червоного перцю з Ла Пальми (ісп. pimienta picona), який надає соусу червоного кольору. Іноді також додають хлібні крихти, кмин, часник, сіль і паприку. Зазвичай його їдять з м'ясом. Червоний та зелений мохо можна використовувати взаємозамінно у деяких стравах, наприклад для канарської зморшкуватої картоплі (ісп. papas arrugadas). На початку прийому їжі, мохо також подають зі свіжими булочками.

### Зелений мохо
Зелений мохо виготовляється в основному з тих же інгредієнтів, що і червоний мохо, за винятком перцю, який замінений коріандром (ісп. mojo de cilantro) чи петрушкою (ісп. mojo de perejil), або їх сумішшю. Зазвичай використовується для риби. Оскільки мохо з коріандру та мохо з петрішки містять трохи води, їх потрібно зберігати в холодильнику та споживати протягом двох днів після приготування.

### Інші канарські варіанти
Місцеві варінти мохо включають рецепти з сиром, такі як мохо кон кесо (ісп. mojo con queso) на Ла-Пальма та Ієрро, а також альмогрот (ісп. almogrote) з Гомера, де його перетворюють у пасту, яку можна намазувати на хліб. У кожній канарській родині є свій рецепт мохо, тому він може сильно відрізнятися за смаком, пікантністю та текстурою. Так, існує мигдалевий мохо (ісп. mojo de almendras), який є вдалим супроводом до різних смажених страв. Шафрановий мохо, головним інгредієнтом якого є канарський шафран, чудово смакує з усіма видами смаженого сиру. Часниковий мохо додають до піци. Трав'яний мохо виготовляється зі змішаних спецій, трав, і добре підходить для різних видів салатів. Мохо зі смаженими томатами (ісп. mojo de tomates asados) готується з часником, кмином та сіллю, до яких додають смажені та очищені помідори з невеликою кількістю олії, оцту та води. Зазвичай використовується як супровід до риби.

## Міжнародні варіації
Подібні соуси, також відомі як мохо, також популярні на Кубі та на Карибського островах через сильну еміграцію з Канарських островів до Карибського басейну. Певного впливу навіть зазнали деякі соуси для барбекю в штатах Глибокого Півдня США, таких як Флорида, Техас та Луїзіана. До них додають різні інгредієнти для ароматизації, від помідорів або перцю до авокадо.
У кубинській кухні, термін мохо застосовується до будь-якого соусу, приготованого з часником, оливковою олією або свинячим салом та цитрусовим соком (зазвичай, соком померанцю). Зазвичай його використовують для ароматизації бульби маніоку, а також для маринування смаженої свинини. Без орегано соус зазвичай називають «мохіто» (ісп. mojito) і використовують як дип для чипсів плантану та смаженої маніоки (юки). Для маринування свинини використовують такі інгредієнти як сік померанцю, часник, орегано, кмин і сіль.
У Пуерто-Рико мохо — це трав'яний соус з дрібно нарізаного коріандру або петрушки з сіллю, великою кількістю подрібненого часнику та оливкової олії. Також можна додати чорний перець, масло, натерту цибулю, оцет та будь-які цитрусові. Зазвичай його використовують на острові як маринад для смаження курятини та як дип для тостонес (ісп. tostones, тонко нарізані та двічі смажені плантани), смаженої маніоки, а іноді і для мофонґо. Пуерто-риканський шеф-кухар, Хосе Енріке, створив мохо змішаний з папаєю та авокадо, що подається на рибі.
У Домініканській Республіці мохо називають васакака (wasakaka) і використовують як соус до смаженої курятини та вареної маніоки. Васакака — це соус з часнику, оливкової олії та кислого апельсинового чи лимонного соку з додаванням орегано, і невеликої кількості базиліку та лаврового листа.